# Гала, Мумин
Мумин Букора Гала (фр. Mumin Booqora Gala; род. 6 сентября 1986 или 6 апреля 1986, Джибути) — джибутийский легкоатлет, специалист по бегу на длинные дистанции и марафону. Выступал за сборную Джибути по лёгкой атлетике на всём протяжении 2010-х годов, серебряный призёр Панарабских игр, обладатель двух бронзовых медалей арабских чемпионатов, участник двух летних Олимпийских игр.

## Биография
Мумин Гала родился 6 сентября 1986 года в городе Джибути.
Проходил подготовку в Лондоне в легкоатлетическом клубе Newham & Essex Beagles.
Первого серьёзного успеха в лёгкой атлетике на взрослом международном уровне добился в сезоне 2011 года, когда вошёл в основной состав джибутийской национальной сборной и побывал на Панарабских играх в Дохе, откуда привёз награду серебряного достоинства, выигранную в беге на 10000 метров. Выступил также на Всеафриканских играх в Мапуту и на чемпионате мира в Тэгу, но здесь попасть в число призёров не смог.
Благодаря череде удачных выступлений удостоился права защищать честь страны на летних Олимпийских играх 2012 года в Лондоне. В зачёте бега на 5000 метров преодолел предварительный этап и в решающем финальном забеге финишировал тринадцатым.
После лондонской Олимпиады Гала остался в составе легкоатлетической команды Джибути и продолжил принимать участие в крупнейших международных соревнованиях. Так, в 2013 году он выиграл две бронзовые медали на арабском чемпионате в Дохе, в дисциплинах 5000 и 10000 метров. Отметился выступлением на Играх франкофонов в Ницце.
В 2014 году в беге на 5000 метров закрыл десятку сильнейших на чемпионате Африки в Марракеше.
Находясь в числе лидеров джибутийской национальной сборной, благополучной прошёл отбор на Олимпийские игры 2016 года в Рио-де-Жанейро. На сей раз стартовал в марафоне, показав на финише тринадцатый результат. При этом установил свой личный рекорд в данной дисциплине — 2:13:04.
В 2017 году должен был бежать марафон на чемпионате мира в Лондоне, но на старт не вышел.